# Eccellenza Puglia 2019-2020
Il campionato italiano di calcio di Eccellenza regionale 2019-2020 è il ventinovesimo organizzato in Puglia.
A causa della pandemia di COVID-19 in Italia, la F.I.G.C. ha deciso per la sospensione definitiva del torneo al 1º Marzo 2020.

## Stagione

## Squadre partecipanti
| Club                             | Città                   | Stadio o Campo Sportivo                            | Stagione precedente              |
| -------------------------------- | ----------------------- | -------------------------------------------------- | -------------------------------- |
| G.S.D. Atletico Vieste           | Vieste (FG)             | Stadio Riccardo Spina (erba sintetica)             | 6° in Eccellenza Puglia          |
| G.S.D. Audace Barletta           | Barletta (BT)           | Campo Comunale Manzi Chiapulin (erba sintetica)    | 3° in Promozione Puglia Girone A |
| A.S.D. Barletta 1922             | Barletta (BT)           | Campo Comunale Manzi Chiapulin (erba sintetica)    | 4° in Eccellenza Puglia          |
| U.S.D. Corato Calcio 1946        | Corato (BT)             | Stadio Comunale Fausto Coppi                       | 12° in Eccellenza Puglia         |
| A.S.D. Deghi Calcio              | San Pietro in Lama (LE) | Campo Comunale (erba sintetica)                    | 2° in Promozione Puglia Girone B |
| A.S.D. Fortis Altamura           | Altamura (BA)           | Stadio Antonio D'Angelo                            | 3° in Eccellenza Puglia          |
| A.S.D. Gallipoli Football 1909   | Gallipoli (LE)          | Stadio Antonio Bianco (erba sintetica)             | 5° Eccellenza Puglia             |
| A.S.D. Martina Calcio 1947       | Martina Franca (TA)     | Stadio Giuseppe Domenico Tursi                     | 2° in Promozione Puglia Girone A |
| A.S.D. Molfetta Calcio           | Molfetta (BA)           | Stadio Paolo Poli (erba sintetica)                 | 8° in Eccellenza Puglia          |
| A.S.D. Team Orta Nova            | Orta Nova (FG)          | Campo Comunale Fanelli (erba sintetica)            | 7° in Promozione Puglia Girone A |
| F.C. Otranto                     | Otranto (LE)            | Stadio Avvocato Pasquale Nachira (erba sintetica)  | 9° in Eccellenza Puglia          |
| A.S.D. U.C. Bisceglie            | Bisceglie (BT)          | Campo Comunale Francesco di Liddo (erba sintetica) | 11° in Eccellenza Puglia         |
| A.S.D. Ugento                    | Ugento (LE)             | Campo Comunale (erba sintetica)                    | 1 in Promozione Puglia Girone B  |
| U.S.D. Alto Tavoliere San Severo | San Severo (FG)         | Stadio Comunale Ricciardelli (erba sintetica)      | 10° in Eccellenza Puglia         |
| A.S.D. San Marco                 | San Marco in Lamis (FG) | Stadio Tonino Parisi (erba sintetica)              | 1° in Promozione Puglia Girone A |
| A.S.D. Vigor Trani Calcio        | Trani (BT)              | Stadio Comunale                                    | 8° in Eccellenza Puglia          |

## Classifica finale
Il campionato è stato dichiarato chiuso a cinque giornate dalla fine causa l'emergenza Covid-19, e il Comitato regionale FIGC ha decretato la promozione alla serie superiore della prima classificata e la retrocessione dell'ultima, non facendo disputare i Play-off e Play-out come gli altri anni.
|  | Pos. | Squadra          | Pt | G  | V  | N  | P  | GF | GS | DR  |
|  | ---- | ---------------- | -- | -- | -- | -- | -- | -- | -- | --- |
|  | 1.   | Molfetta Calcio  | 60 | 25 | 18 | 6  | 1  | 63 | 21 | 42  |
|  | 2.   | Corato           | 54 | 25 | 16 | 6  | 3  | 49 | 18 | 31  |
|  | 3.   | Ugento           | 43 | 25 | 12 | 7  | 6  | 44 | 30 | 14  |
|  | 4.   | Vigor Trani (-3) | 41 | 25 | 13 | 5  | 7  | 35 | 32 | 3   |
|  | 5.   | Barletta         | 39 | 25 | 10 | 9  | 6  | 35 | 29 | 6   |
|  | 6.   | Atletico Vieste  | 36 | 25 | 10 | 6  | 9  | 35 | 37 | -2  |
|  | 7.   | Audace Barletta  | 34 | 25 | 11 | 1  | 13 | 32 | 31 | 1   |
|  | 8.   | UC Bisceglie     | 31 | 25 | 8  | 7  | 10 | 37 | 36 | 1   |
|  | 9.   | Otranto          | 30 | 25 | 6  | 12 | 7  | 21 | 22 | -1  |
|  | 10.  | Gallipoli        | 29 | 25 | 7  | 8  | 10 | 24 | 34 | -10 |
|  | 11.  | Deghi Calcio     | 28 | 25 | 7  | 7  | 11 | 26 | 33 | -7  |
|  | 12.  | Martina (-1)     | 28 | 25 | 7  | 8  | 10 | 25 | 33 | -8  |
|  | 13.  | Team Orta Nova   | 27 | 25 | 7  | 6  | 12 | 24 | 35 | -11 |
|  | 14.  | Fortis Altamura  | 25 | 25 | 6  | 7  | 12 | 30 | 43 | -13 |
|  | 15.  | San Severo       | 21 | 25 | 7  | 0  | 18 | 23 | 53 | -30 |
|  | 16.  | San Marco        | 19 | 25 | 4  | 7  | 14 | 23 | 39 | -16 |

Legenda:
      Promosso in Serie D.
      Retrocesso in Promozione.
Regolamento:
Tre punti a vittoria, uno a pareggio, zero a sconfitta.
In caso di arrivo di due o più squadre a pari punti, la graduatoria verrà stilata secondo la classifica avulsa tra le squadre interessate che prevede, in ordine, i seguenti criteri:
- Punti negli scontri diretti
- Differenza reti negli scontri diretti
- Differenza reti generale
- Reti realizzate in generale
- Sorteggio

Note:
Il Vigor Trani ha scontato 3 punti di penalizzazione.
Il Martina Franca ha scontato 1 punto di penalizzazione.

## Risultati

### Tabellone
I match non disputati sono tutti stati annullati, come deciso dal Consiglio Federale della FIGC, a causa della pandemia di COVID-19.
|                 | VIE  | AUD  | BAR  | COR  | FOR  | GAL  | MAR  | MOC  | OTR  | UCB  | ORT  | UGE  | SAN  | DEG  | SAM  | TRA  |
| --------------- | ---- | ---- | ---- | ---- | ---- | ---- | ---- | ---- | ---- | ---- | ---- | ---- | ---- | ---- | ---- | ---- |
| Atletico Vieste | –––– | 1-0  | 1-0  | n.d. | 4-4  | 1-1  | 2-0  | 0-2  | 2-2  | 3-2  | 0-2  | 0-4  | 2-1  | 1-1  | 1-0  | n.d. |
| Audace Barletta | n.d. | –––– | 1-3  | 1-3  | 0-2  | 3-0  | 1-2  | 3-0  | 0-1  | 0-3  | 0-1  | n.d. | 1-2  | n.d. | 2-0  | 2-0  |
| Barletta        | 2-2  | n.d. |      | 0-1  | 1-2  | n.d. | 2-2  | 1-1  | 2-1  | 0-1  | 1-1  | 1-1  | 1-2  | 1-0  | 3-2  | 3-2  |
| Corato          | 1-0  | 2-1  | 1-1  |      | 2-0  | 1-1  | 4-0  | n.d. | 4-0  | 2-1  | 3-1  | 3-1  | n.d. | 0-1  | 2-0  | 2-1  |
| Fortis Altamura | 0-1  | 0-3  | 2-2  | 0-3  |      | 0-1  | n.d. | 2-4  | n.d. | n.d. | 0-0  | 1-3  | 1-0  | 4-1  | 3-1  | 0-1  |
| Gallipoli       | n.d. | 0-2  | 1-2  | 2-2  | 1-2  | –––– | 1-0  | n.d. | 0-1  | 1-1  | 2-1  | n.d. | n.d. | 1-0  | 2-1  | 3-3  |
| Martina Franca  | 2-0  | 0-1  | n.d. | 1-1  | 3-3  | 2-0  | –––– | 0-1  | n.d. | 0-3  | 2-0  | 3-1  | 4-0  | 1-0  | n.d. | 0-3  |
| Molfetta Calcio | 1-0  | 3-0  | 1-1  | 2-0  | 1-1  | n.d. | 5-0  | –––– | 1-1  | 5-0  | 4-0  | n.d. | 4-1  | 2-1  | 4-1  | 4-1  |
| Otranto         | 1-2  | n.d. | 0-0  | 1-1  | 1-0  | 0-0  | 0-0  | 1-1  | –––– | 2-1  | n.d. | 2-2  | 3-0  | 0-0  | 3-0  | 0-2  |
| UC Bisceglie    | 2-2  | 1-2  | n.d. | 1-2  | 3-0  | 0-2  | 1-1  | n.d. | n.d. |      | 1-1  | 0-0  | 1-0  | n.d. | 1-1  | 4-1  |
| Orta Nova       | n.d. | 2-1  | 1-2  | 0-1  | n.d. | 3-2  | 0-0  | 1-2  | 1-0  | 2-1  |      | 0-1  | 4-1  | 2-2  | 1-1  | n.d. |
| Ugento          | 1-4  | 0-2  | 3-2  | n.d. | 1-1  | 1-1  | 1-0  | 1-2  | 1-1  | 4-1  | 3-0  | –––– | n.d. | 2-2  | 2-0  | 5-1  |
| San Severo      | n.d. | 1-2  | 0-1  | 0-7  | 3-1  | 0-1  | n.d. | 0-3  | 1-0  | 0-2  | 2-1  | 1-3  | –––– | 3-1  | n.d. | 1-2  |
| Deghi Calcio    | 2-1  | 2-1  | 0-2  | 1-1  | 2-0  | 0-1  | 2-1  | 2-3  | 0-0  | n.d. | 2-1  | 0-1  | 1-1  |      | 1-1  | n.d. |
| San Marco       | 1-2  | 2-2  | 0-1  | 1-0  | n.d. | 0-0  | 1-1  | 3-3  | 1-0  | 1-2  | n.d. | 1-2  | 3-0  | n.d. | –––– | 0-1  |
| Vigor Trani     | 3-2  | 0-1  | n.d. | n.d. | 1-1  | 2-1  | 0-0  | n.d. | 0-0  | 2-1  | 0-0  | 1-0  | 2-1  | 2-1  | n.d. | –––– |